# Ministère de la Santé et du Bien-être (Japon)
Le ministère de la Santé et du Bien-être (厚生省, Kōsei-shō) est un organisme du gouvernement japonais. Fondé en 1938 par une scission d'avec le ministère de l'Intérieur, il est responsable de la santé publique et du système de protection sociale. Après la Seconde Guerre mondiale, en 1947, le bureau est intégré dans le nouveau département du Travail. Lors de la restructuration du gouvernement central en 2001, les deux ministères sont intégrés au ministère de la Santé, du Travail et des Affaires sociales. De janvier à novembre 1996, Naoto Kan en est le ministre. Le dernier ministre en poste est Chikara Sakaguchi (en) (Kōmeitō).